# رولف ستورم
رولف ستورم (5 أغسطس 1930 – 23 يوليو 2000) هو ملاكم سويدي راحل، مثّل بلاده في الألعاب الأولمبية الصيفية 1952.

## روابط خارجية
رولف ستورم على موقع أوليمبيديا (الإنجليزية)
- رولف ستورم على موقع اللجنة الأولمبية السويدية (السويدية)